# Chiesa di Santa Maria della Tomba
La chiesa di Santa Maria della Tomba è un luogo di culto cattolico di Sulmona, in Abruzzo. Sorge in piazza del Plebiscito, nel Borgo Santa Maria della Tomba, uno dei quartieri antichi del centro storico. Si tratta della terza chiesa di maggiore importanza, dopo la cattedrale di San Panfilo ed il complesso della Santissima Annunziata.
Una leggenda vuole che il termine "della Tomba" provenga dal sepolcro del tempio romano, oppure dalla stessa Domus di Publio Ovidio Nasone.

## Storia

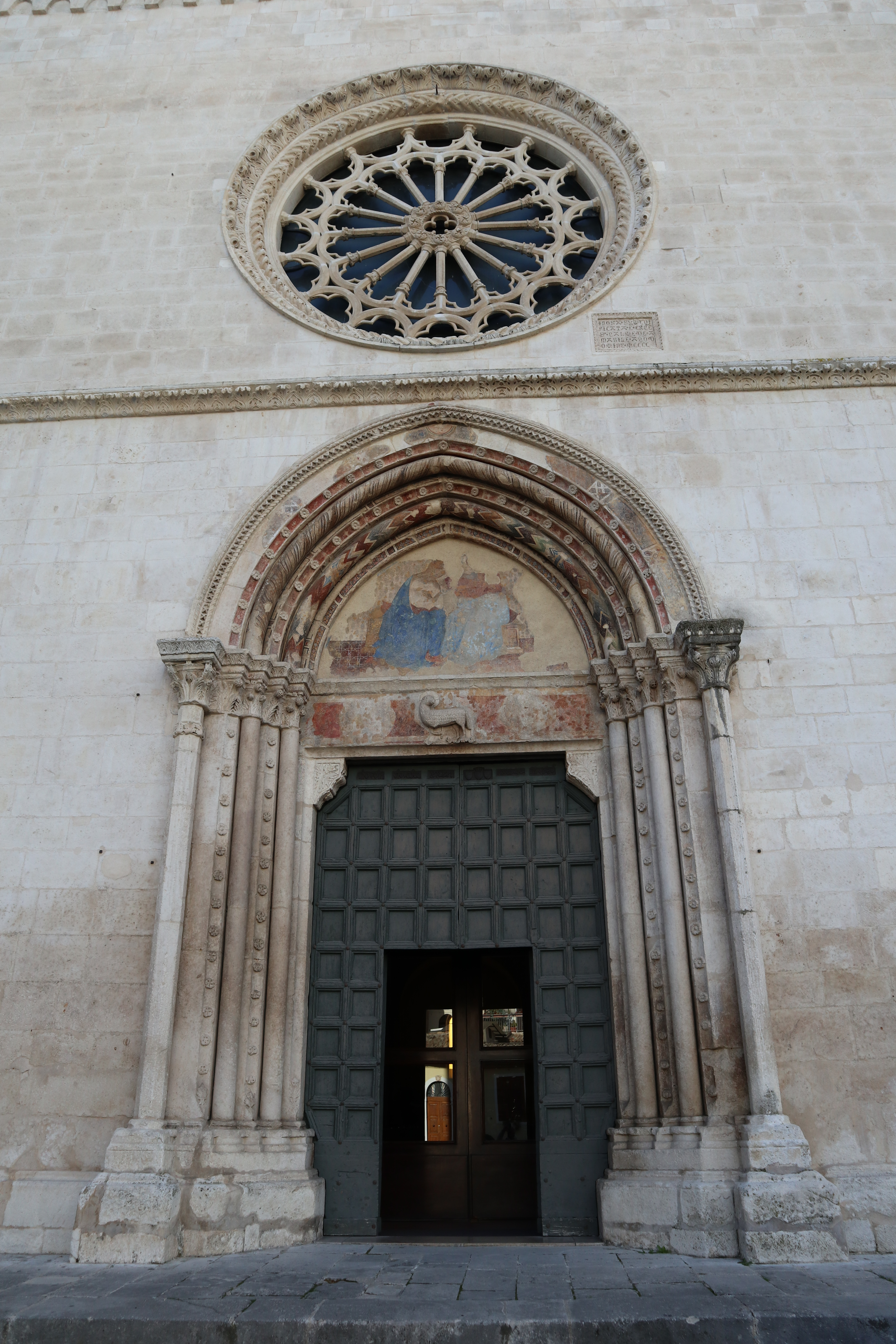
Particolare della facciata.

Fu edificata nel 1076 circa sopra le rovine di un tempio romano dedicato a Giove. Una leggenda vuole che fosse stata eretta invece sopra la casa del poeta Ovidio. In effetti il nome "della Tomba", citato sin dai documenti più antichi, fa intendere come la chiesa fosse stata eretta sopra un sepolcro pagano, che si doveva trovare all'altezza del presbiterio, nella navata centrale.
La chiesa assunse prestigio nel XIV secolo, durante il governo degli Angiò, e ancor di più quando Sulmona ebbe prestigi con la dominazione aragonese del  Regno di Napoli. Infatti l'area dove sorgeva la chiesa era pressoché inedificata, e si trovava oltre la piazza del Mercato, oggi piazza Garibaldi. Con la costruzione della seconda cinta muraria, che inglobò le casupole attorno alla chiesa, con i tratti di Porta Santa Maria della Tomba e Porta Napoli, si andarono costituendo i "borghi" del centro storico, Borgo Santa Maria, Borgo Pacentrano, Borgo San Salvatore, ossia l'area della chiesa del Carmine. Il borgo della chiesa di Santa Maria Assunta era detto anche "di Sant'Agata", per la presenza di una chiesa poi distrutta, che si trovava in loco, includente l'abitato intero del Borgo Pacentrano, con la chiesa di Santa Margherita e l'oratorio dei Padri Filippini, divenuto poi chiesa di San Filippo Neri nel XVII secolo.
La chiesa di Santa Maria divenne pressoché il luogo di culto del rione degli artigiani, bottegai e commercianti di Sulmona, nel XIV secolo fu realizzata la facciata romanica, con il portale di Nicola Salvitti, che realizzò anche quelli del Duomo di San Panfilo e di San Francesco della Scarpa. Seguirono ammodernamenti nel 1619 e nel 1857, dopo che il disastroso terremoto del 1706 aveva danneggiato la chiesa in più punti delle tre navate, demolendo il campanile a torre. La chiesa pertanto sino agli anni '70 del Novecento presentava un impianto a tre navate decorate a stucco bianco, tipicità neoclassica, che per volere dell'architetto Mario Moretti fu rimosso, cercando di riportare la chiesa allo stile medievale trecentesco, dunque gotico, come si presenta ancora oggi.
Negli anni '90 sono stati effettuati lavori di ripulitura dell'esterno per lo sporco del gas delle automobili, e nuovi lavori si sono susseguiti dopo il terremoto del 2009.

## Descrizione

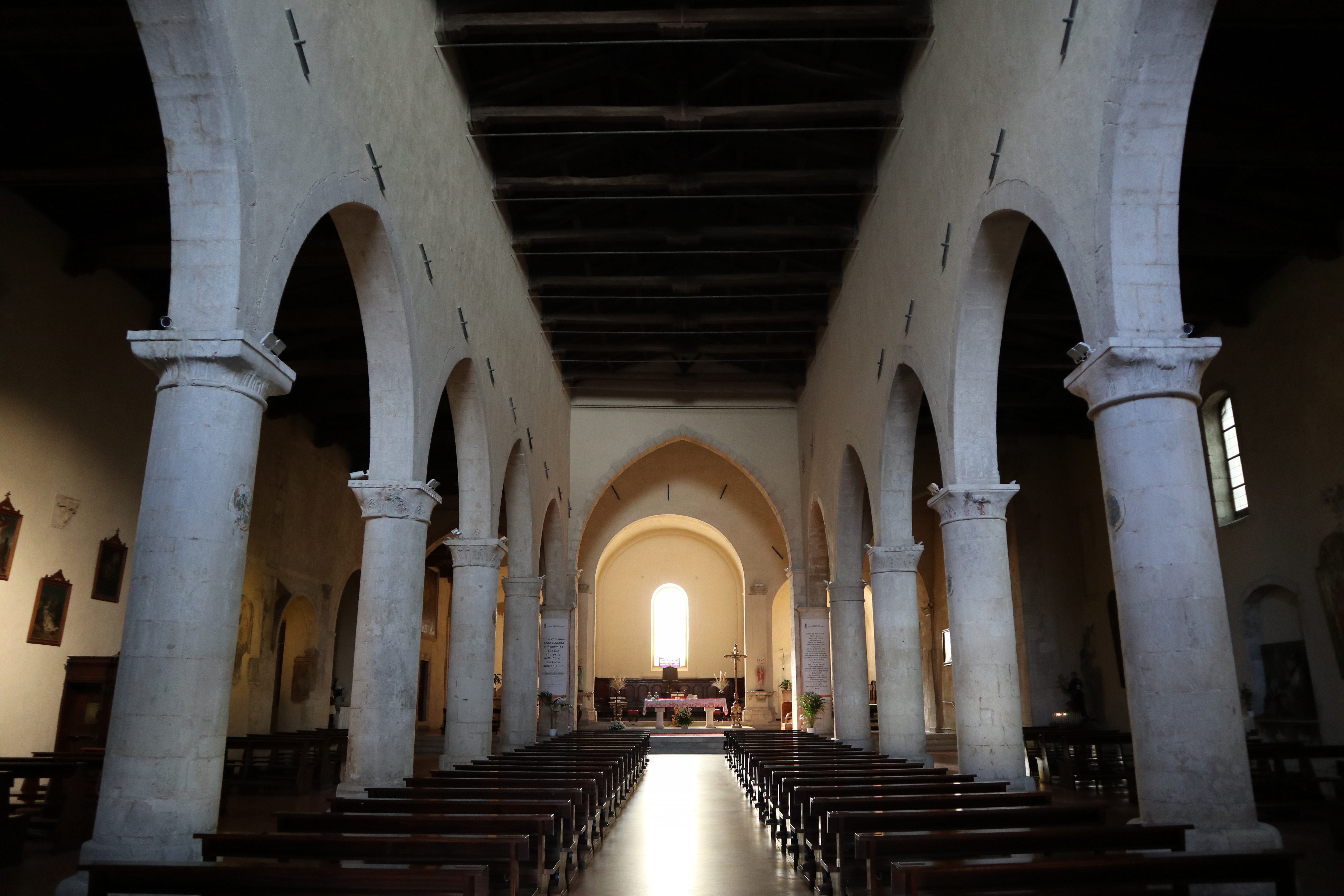
L'nterno

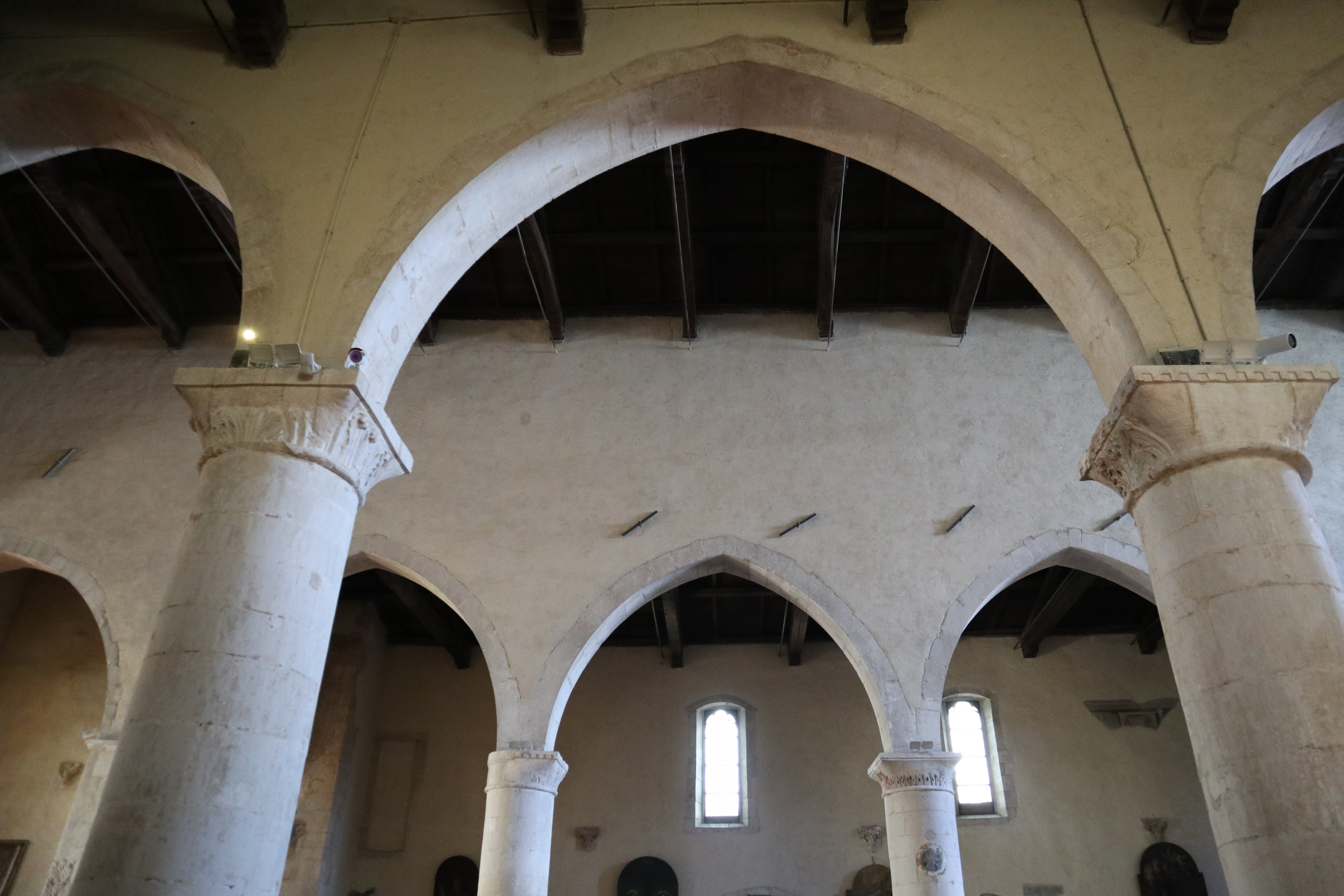
Le arcate ogivali interne.

### Esterno
La facciata vasta e rettangolare di tipo romanico-gotico presenta un portale di impianto gotico, sovrastato da un rosone assai ampio. Il portale a sesto acuto ha scolpito sulla lunetta lo stemma della famiglia Aragona, che nel Medioevo aveva il dominio su Sulmona.
Tale portale fu probabilmente realizzato nel XIV secolo da Nicola Salvitti, che lavorò anche in altre chiese della città. Il suo profilo è definito da una coppia di colonne ottagonali e dell'alternanza di colonnine lisce poggianti su un basamento in pietra, che culminano in capitelli con foglie d'acanto, su cui poggia l'archivolto. Questo è costituito da cornici a tortiglione e modanature con fiori a punta di diamante. 
Al centro dell'architrave c'è un agnello mistico crucifero, mentre nella lunetta resta un affresco quattrocentesco dell'Incoronazione della Vergine.
Il rosone quattrocentesco è abbellito da una raggiera, voluto da Palma di Amabile, che vede rispettato il modello aquilano con la decorazione della cornice superiore, a foglie d'acanto e cordone tortile con il tipico giglio angioino. La raggiera conserva 16 colonne ottagonali, con arcatelle trilobate.
Il campanile è stato costruito sulla destra, a forma di vela con colonne doppie laterali, e piccola gabbia per le campane, poiché la torre originale crollò nel terremoto del 1706. Tale costruzione nell'800  è stata abbellita da un orologio. La torre originale però è stata ripristinata, a pianta rettangolare.

### Interno
Ha impianto planimetrico longitudinale con pianta basilicale divisa ie tre navate da pilastri cilidrici reggenti grandi arconi ogivali. Il soffitto è a capriate lignee, con copertura a doppio spiovente. L'arco trionfale è sostenuto da pilastri cruciformi, che introduce al presbiterio rialzato per accedere alla cripta. Sulle pareti perimetrali si trovano resti di affreschi del XIV secolo, lacerati dalle trasformazioni del 1857, dei quali il più leggibile è Sant'Anna che avvolge la Madonna col Bambino.
Entrando, sulla destra si trova una campana in bronzo del 1314, fusa da Bartolomeo da Pisa. Nella navata di destra sono esposti dipinti seicenteschi, insieme a un confessionale del 1619; presso il presbiterio si trova il settecentesco Oratorio di Santa Maria di Loreto, con abside a cupola, presso le edicole votive invece si trovano varie statue di santi, tra le quali quella famosa della Madonna che scappa, che viene usata il giorno di Pasqua in Piazza Garibaldi ; alcune pale d'altare seicentesche, provenienti dalla Badia Morronese, mostrano il Battesimo di Cristo e la scena del "Noli me tangere". Un altro bassorilievo, del XIII secolo, mostra la scena di Adamo ed Eva presso l'albero del peccato.